# 张丽丽 (1965年)
张丽丽（1965年4月—），河北黄骅人，中华人民共和国政治人物。

## 生平
1982年9月，考入大连工学院土木工程系港口及航运工程专业。1986年，考入天津港务局规划建设处干部。1992年，担任天津港务局规划建设处副科长。1995年，担任天津港务局规划建设处副处长。2004年7月，担任天津港散货物流有限责任公司党总支书记、总经理。2006年1月，担任天津港有限公司副总工程师。2007年1月，担任副总工程师、东疆建设指挥部总指挥。2009年1月，担任天津港（集团）有限公司总工程师。2010年，担任天津港（集团）有限公司副总裁、总工程师。2011年，担任天津市南开区委副书记、区长。2013年8月，担任天津港集团党委书记、董事长，2016年，因2015年天津港危化品倉庫爆炸事故被撤销党内职务处分的决定。2017年9月，中共天津市纪委对天津港保税区管理委员会副巡视员张丽丽严重违纪问题进行了立案审查。